# Il diario del vampiro - Scende la notte
 Il diario del vampiro - Scende la notte è il 6º libro della saga di Il diario del vampiro di Lisa J. Smith, pubblicato il 10 febbraio 2009 negli Stati Uniti e a ottobre 2009 in italiano. È la seconda parte di The Vampire Diaries. The Return: Nightfall.

## Trama
Elena è distrutta per l'abbandono di Stefan, ma decide di cercarlo con l'aiuto dei suoi amici Bonnie, Meredith e Matt. Intanto, Caroline e altre ragazze in città vengono controllate dai Malach, mentre a Old Wood Matt e Elena incontrano Damon, anch'egli sotto l'influenza del Malach. Il vampiro cerca di costringere i due ragazzi a baciarsi mentre li riprende con una videocamera, ma Matt si rifiuta e viene torturato. Elena convince Damon ad allontanarsi in macchina, ma durante il tragitto scappa, saltando dalla portiera aperta, e si ferisce gravemente: ciò contribuisce però a far risvegliare Damon dal controllo a cui era sottoposto. Il vampiro cura la ragazza e le confessa di aver aiutato Shinichi e Misao, due kitsune che controllano i Malach e vogliono distruggere Fell's Church, a rapire Stefan. Viene anche liberato dall'influenza del Malach dai nuovi poteri di Elena, e insieme studiano un piano per liberare Stefan. Nel frattempo, Caroline si scopre incinta di Tyler Smallwood, un licantropo, e accusa Matt di violenza sessuale. Per sfuggire all'arresto, il ragazzo si unisce a Elena e Damon nella ricerca delle due chiavi magiche che libereranno Stefan dalla sua prigione.

## Edizioni
- Lisa Jane Smith, Il diario del vampiro. Scende la notte, Nuova Narrativa Newton, 2009,  pp. 240 pagine, ISBN 978-88-541-1638-2.
- Lisa Jane Smith, Il diario del vampiro. Il ritorno - Scende la notte - L'anima nera, Grandi Tascabili Contemporanei, 2013,  pp. 544 pagine, ISBN 978-88-541-4689-1.
- Lisa Jane Smith, Il diario del vampiro. 10 romanzi in 1, I Superinsuperabili, 2013,  pp. 1472 pagine, ISBN 978-88-541-5516-9.
- Lisa Jane Smith, Il diario del vampiro. Scende la notte, Newton Compton collana King, 12 luglio 2018, pp. 256 pagine, ISBN 978-8822718006.